# Sina (distrito)
Sina é um distrito do Peru, departamento de Puno, localizada na província de San Antonio de Putina.

## História
Em 1854 se crea o distrito da Sina.

## Alcaides
- 2011-2014: Ricardo Flores Hilasaca.
- 2007-2010: Marcial Huanca Mamani.

## Festas
- Purificação da Virgem
- Cruz de Maio

## Transporte
O distrito de Sina é servido pela seguinte rodovia:
- PU-115, que liga a cidade de Yanahuaya ao distrito de Ananea[1][2][3]